# أدين بوكفا
أدين بوكفا (بالسويدية: Adin Bukva)‏ هو لاعب كرة قدم سويدي في مركز الوسط، ولد في 11 يناير 1998 في نورشوبينغ في السويد. شارك مع منتخب السويد تحت 17 سنة لكرة القدم ومنتخب السويد تحت 19 سنة لكرة القدم. أما مع النوادي، فقد لعب مع نادي نورشوبينغ.

## وصلات خارجية
- أدين بوكفا على موقع اتحاد السويد (السويدية)
- أدين بوكفا على موقع قاعدة بيانات كرة القدم.إي يو (الإنجليزية)
- أدين بوكفا على موقع Soccerway.com (الإنجليزية)